# Glycyrrhiza lepidota
Glycyrrhiza lepidota es una especie de planta floral del género Glycyrrhiza, familia Fabaceae, orden Fabales.

## Distribución
Se distribuye por Alberta, Arizona, Arkansas, Columbia Británica, California, Colorado, Connecticut, Idaho, Illinois, Indiana, Iowa, Kansas, Maine, Manitoba, Massachusetts, parte del noreste de México, Minnesota, Misuri, Montana, Nebraska, Nevada, Nuevo México, Nueva York, Dakota del Norte, Oklahoma, Ontario, Oregón, Pensilvania, Rhode Island, Saskatchewan, Dakota del Sur, Texas, Utah, Virginia, Washington, Wisconsin y Wyoming.

## Taxonomía
Fue descrita por Pursh y publicada en Flora Americae Septentrionalis 2: 480 (1813).